# Yang Yansheng
Yang Yansheng, né le 5 janvier 1988 à Binzhou, est un athlète chinois spécialiste du saut à la perche. 

## Carrière
En 2010, Yang Yansheng remporte les Championnats de Chine et bat par la même occasion le record national du saut à la perche en plein air avec 5,75 m. Ce titre le qualifie pour les Jeux asiatiques, qu'il remporte en franchissant 5,50 m.
Le 21 janvier 2012 à Villeurbanne, il bat d'un centimètre son record de Chine en salle en réalisant 5,64 m lors de la 5e étape du Perche Élite Tour : l'INSA Perch'formance.
Le 19 mai 2012, Yang Yansheng remporte son premier meeting de la Ligue de diamant, en franchissant 5,65 m soit la même hauteur que Björn Otto, deuxième au nombre d'essais.

### Palmarès
| Année | Compétition                    | Lieu      | Résultat | Performance |
| ----- | ------------------------------ | --------- | -------- | ----------- |
| 2005  | Championnats du monde jeunesse | Marrakech | 1er      | 5,25 m      |
| 2006  | Championnats d’Asie en salle   | Pattaya   | 2e       | 5,40 m      |
| 2006  | Championnats du monde junior   | Pékin     | 2e       | 5,54 m      |
| 2006  | Jeux asiatiques                | Doha      | 3e       | 5,50 m      |
| 2009  | Jeux asiatiques en salle       | Hanoï     | 2e       | 5,40 m      |
| 2010  | Jeux asiatiques                | Guangzhou | 1er      | 5,50 m      |
| 2011  | Championnats d'Asie            | Kōbe      | 3e       | 5,40 m      |
| 2012  | Championnats d'Asie en salle   | Hangzhou  | 1er      | 5,50 m      |
| 2014  | Championnats du monde en salle | Sopot     | 9e       | 5,55 m      |

### Records
| Épreuve          | Performance | Lieu  | Date        |
| ---------------- | ----------- | ----- | ----------- |
| Saut à la perche | 5,75 m      | Jinan | 6 août 2010 |

| Épreuve          | Performance | Lieu       | Date           |
| ---------------- | ----------- | ---------- | -------------- |
| Saut à la perche | 5,80 m      | Düsseldorf | 3 février 2013 |